# Du bout des lèvres
Pour plus de détails, voir Fiche technique et Distribution.
Du bout des lèvres est un film belge réalisé par Jean-Marie Degèsves, sorti en 1976.

## Synopsis
Fils d'ouvriers, Fernand est un grand adolescent mal dans sa peau. Il obtient des résultats médiocres à l'école et ne trouve le bonheur que réfugié dans sa chambre en la compagnie de ses vedettes féminines favorites... en photo seulement. Quand il est surpris par son père, qui jette son cahier de stars au feu, de rage, il quitte la maison et court, jusqu'à épuisement, jusqu' la « Villa somptueuse ». Là vit, dans son éclatante maturité, Madame Borin...

## Fiche technique
- Réalisation : Jean-Marie Degèsves
- Scénario : Pierre Joassin, Jean-Marie Degèsves
- Production : Pierre Films
- Productrice : Jacqueline Pierreux
- Photographie : Walther van den Ende
- Musique : Frédéric Devreese
- Montage : Michèle Maquet, Annette Wauthoz
- Durée : 85 minutes[1]
- Date de sortie : 22 avril 1976

## Distribution
- Marie Dubois : Madame Boirin
- Olivier de Saedeleer : Fernand
- Francine Blistin : Madame Dejasse
- Georges Aubrey : Monsieur Dejasse
- Martine Regnier : Christine
- Gabriel Discry : Gaston
- René Hainaux : l'amant
- Thierry Luthers : Jean
- Nathalie Clausse : Solange
- Véronique Bailly : Georgette
- Marcel Buelens : Georges
- Roch Jeurgen : Gérard
- Frédéric Blin : Frédéric
- Patrick Courtois : Modeste
- Léopold Chaudière : le curé

## Distinctions
- 1976 : Primé au festival d'Adelaide[1]